# Sergej Milinković-Savić
Sergej Milinković-Savić (en serbi: Сергеј Милинковић-Савић; Lleida, 27 de febrer de 1995) és un jugador de futbol professional serbi, que actualment juga de centrecampista a l'Al-Hilal Saudi FC Al-Riyad i a la selecció del seu país.

## Palmarès
FK Vojvodina
- 1 Copa sèrbia: 2013-14

SS Lazio
- 1 Copa italiana: 2018-19
- 2 Supercopes italianes: 2017, 2019

Al-Hilal Saudi FC
- 1 Lliga saudita: 2023-24
- 1 Copa saudita: 2023–24
- 1 Supercopa saudita: 2023

Selecció sèrbia
- 1 Copa del Món sub-20: 2015
- 1 Campionat d'Europa sub-19: 2013